# Каркасний арктичний намет КАПШ-1
Каркасний арктичний намет КАПШ-1 призначений для використання в арктичних умовах в якості переносного житлового та робочого приміщення полегшеного типу. Найменування намету КАПШ-1 розшифровується так: (російською) «Каркасная арктическая палатка» — КАПШ, варіант 1.
Зконструював цей намет інженер з Арктичного інституту Сергій Шапошников спеціально для полярних експедицій. При вазі 68 кілограмів він був досить містким. Але, головне, в разі необхідності його можна було легко перетягнути, не розбираючи, на нове місце.

## Основні розміри
Висота в центрі — 2,0 м
Діаметр внутрішній — 2,0 м
Площа підлоги — 12,5 м³
Об'єм — 16,75 м³

## Галерея
|  |
|  |

| |
| 1 — вентилятор, 2 — з'єднувальний венець, 3- металевий шпангоут трубчатого перерізу, 4 — опорна труба, 5 — дверна стяжка мотузкова |